# 古斯塔沃·佩特罗
古斯塔沃·弗朗西斯科·佩特罗·乌雷戈 （西班牙語：Gustavo Francisco Petro Urrego，西班牙語發音：[ɡusˈta.βo fɾanˈθis.ko pe.tɾoˈ uˈreɣo]；1960年4月19日—），現任哥伦比亚总统，為哥伦比亚经济学家、参议员、政治家、前游击队战士，有意大利血统。 他在2022年6月19日的哥伦比亚总统选举第二轮中击败了前布卡拉曼加市长鲁道夫·埃尔南德斯·苏亚雷斯，成为首位哥伦比亚左翼总统。

## 生平
17岁时，他为游击队团体四月十九日运动的成员，该小组后来演变为政黨M-19民主联盟，他在1991年的选举中当选为众议院议员。 在2006年议会选举后，佩特罗作为替代民主极點的参议员，获得该国第二大选票。 2009年，他辞职参加2010年哥伦比亚总统选举，在选举中获得第四名。
他在与政黨替代民主极点的领导人出現问题和意识形态的分歧后，创立了人道哥伦比亚运动，以争夺波哥大市长一職。 2011年10月30日，他在該市的地方選舉中當選波哥大市長，並於2012年1月1日至2015年12月31日擔任該職位。 。但在2013年末因反对党的弹劾而被裁定离职并禁止从政15年，2014年3月遭正式革职，4月重新履职至任期结束。
2018年哥伦比亚总统选举中，佩特罗在第二轮投票中被伊万·杜克击败，无缘总统。选后回归参议员职务。其后于2022年哥伦比亚总统选举中击败了前布卡拉曼加市长鲁道夫·埃尔南德斯·苏亚雷斯，成为第一个当选成為哥伦比亚总统的左翼人士。